# Анипемза
Анипе́мза (арм. Անիպեմզա) — село, расположенное в Ширакской области Армении.

## Географическое положение
Село Анипемза находится на границе с Турцией на берегу реки Ахурян в Ширакской области. В 7 километрах к северу от села находится железнодорожная станция Ани.
Рядом с селом расположена одноименная пограничная застава.

## Достопримечательности
На противоположном берегу реки Ахурян находятся развалины древнего армянского города Ани (Турция).
Село Анипемза также знаменито руинами Ереруйкской базилики IV века.

## История
Основано в IV веке князьями Камсараканами. 1 октября 1938 года Анипемза получила статус посёлка городского типа.

## Экономика
Рядом с селом Анипемза расположен комбинат стройматериалов (обработка пемзы, туфа, андезита).

## Галерея

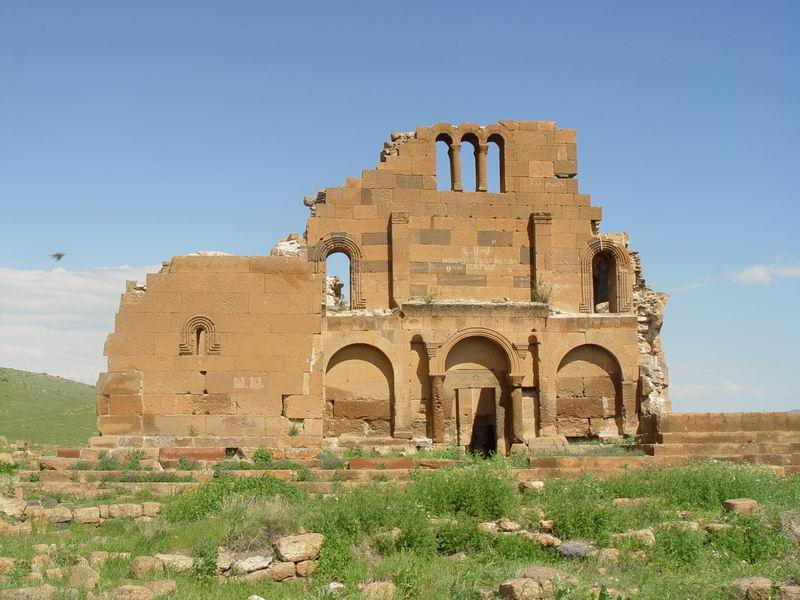
Руины Ереруйка
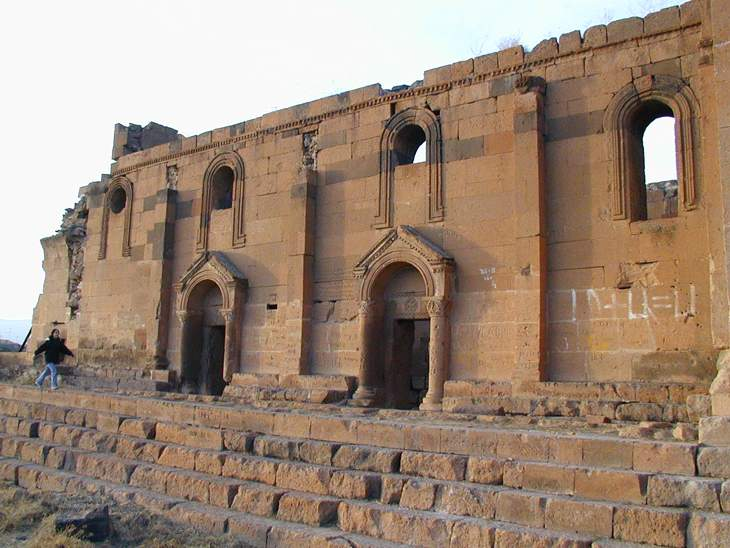